# Rekąty
Rekąty – jezioro w Polsce, w województwie warmińsko-mazurskim, w powiecie ełckim, w gminie Stare Juchy.

## Położenie i opis
Jezioro położone jest w północno-zachodniej części powiatu ełckiego, na terenie Pojezierza Ełckiego. Akwen otoczony jest w przeważającej części lasami. Bezpośrednio nad jeziorem nie znajdują się żadne miejscowości, natomiast około kilkaset metrów na północ znajduje się duża wieś Stare Juchy. Rekąty to płytki, niewielki akwen z jednym wyraźnym głęboczkiem w centralnej części. Dopływem jeziora jest rzeka Gawlik, natomiast odpływ kieruje się na wschód, aż do jeziora Łaśmiady.

## Hydronimia
Jezioro pojawia się w źródłach – w 1481 jako Rekant, a następnie Reckent See  (1921), Rekięty (1928), Rekąty (1930), Reckent See (1940), Rekąty (1959, 2006). Państwowy rejestr nazw geograficznych jako nazwę urzędową akwenu podaje Rekąty, nie wymieniając nazw obocznych.

## Morfometria
Według danych Instytutu Rybactwa Śródlądowego powierzchnia zwierciadła wody jeziora wynosi 53,4 ha, natomiast A. Choiński, poprzez planimetrowanie na mapach 1:50 000 określił wielkość jeziora na 52,5 ha. Jeziorna jednolita część wód powierzchniowych ma powierzchnię 56 ha.
Średnia głębokość zbiornika wodnego to 2,3 m, a maksymalna – 5,5 m. Objętość jeziora wynosi 1232,2 tys. m³. Maksymalna długość jeziora to 1300 m, a szerokość 1060 m. Długość linii brzegowej wynosi 5700 m.
Według Atlasu jezior Polski (red. J. Jańczak, 1997) lustro wody znajduje się na wysokości 124,9 m n.p.m., natomiast według numerycznego modelu terenu udostępnionego przez Geoportal lustro wody znajduje się na wysokości 125,3 m n.p.m.
Według Mapy Podziału Hydrograficznego Polski leży na terenie zlewni ósmego poziomu Zlewnia jez. Rekąty. Identyfikator MPHP to 26287679. Powierzchnia zlewni całkowitej jeziora wynosi 174 km².

## Zagospodarowanie
W systemie gospodarki wodnej jezioro tworzy jednolitą część wód o kodzie PLLW30104. Administratorem wód jeziora jest Regionalny Zarząd Gospodarki Wodnej w Białymstoku. Gospodarkę rybacką na jeziorze prowadzi Gospodarstwo Jeziorowe w Ełku.
Jezioro nie zostało zagospodarowane na potrzeby turystyki i rekreacji.

## Czystość i ochrona środowiska
W 1991 roku oceniono, że wody jeziora mieściły się w III klasie czystości. Jest to zbiornik polimiktyczny, charakteryzujący się dobrym natlenieniem i wyrównaną temperaturą wód niezależnie od głębokości. Stężenia związków azotu i fosforu były bardzo wysokie, a produkcja pierwotna obfita. Stężenie chlorofilu było pozaklasowe, a przeźroczystość wód niewielka sięgająca około 40 cm. Wody jeziora zostały określone jako bardzo narażone na degradację, na co złożyły się liczne negatywne cechy naturalne jeziora: niska głębokość średnia, duży obszar zlewni całkowitej, niewielka objętość wód i ich bardzo duży procent wymiany w ciągu roku.
Badania z 2020 roku zaliczyły wody jeziora do wód o słabym stanie ekologicznym, co odpowiada IV klasie jakości. Wskaźnikiem, który zadecydował o IV klasie, był stan makrozoobentosu, podczas gdy stan fitobentosu, makrofitów i fitoplanktonu oceniono jako umiarkowany, a stan ichtiofauny jako bardzo dobry. W tym samym roku stan chemiczny wód określono jako poniżej dobrego, a elementami przekraczającym normę była zawartość PBDE, heptachloru i rtęci w tkankach ryb oraz benzo[a]pirenu w wodzie. Przeźroczystość wód została określona na 0,9 metra.
Jezioro leży na terenie Obszaru Chronionego Krajobrazu Pojezierza Ełckiego.